# Onze-Lieve-Vrouwekerk (Emael)

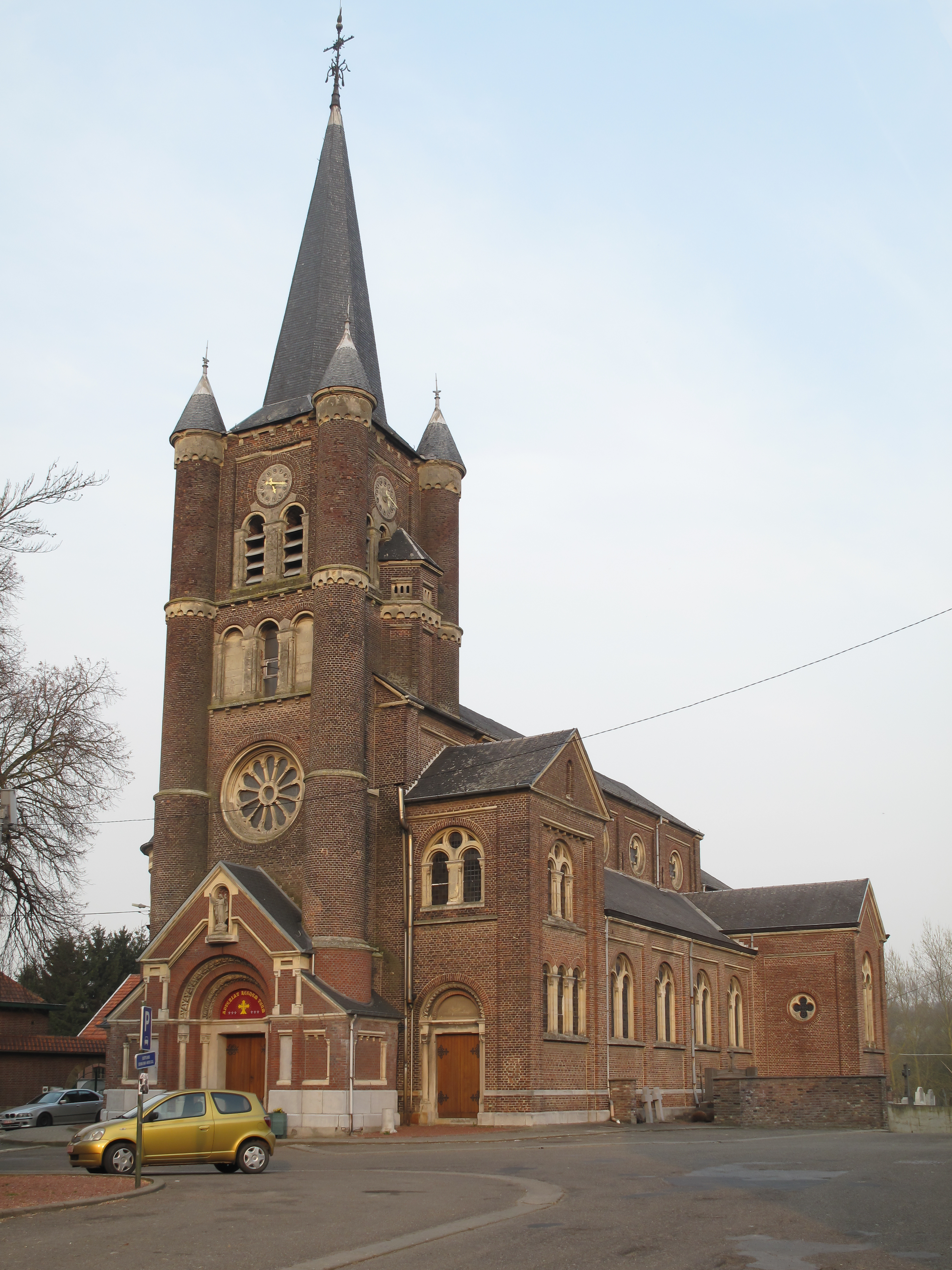
Onze-Lieve-Vrouwekerk

De Onze-Lieve-Vrouwekerk (Église Notre-Dame) is de parochiekerk van Emael, gelegen aan de Place Roi Albert te Eben-Emael in de Belgische provincie Luik.
Reeds in 712 zou hier door Sint-Hubertus een kerk gesticht zijn, en onder meer in 1600 werd een nieuwe kerk gebouwd. De huidige kerk werd gebouwd in de periode 1870-1876. In 1940 werd deze kerk door oorlogshandelingen zwaar beschadigd en in 1944 hersteld in de oude staat.
Het is een neoromaanse, bakstenen kruisbasiliek met halfingebouwde westtoren, welke voorzien is van vier ronde hoektorentjes en een achtkante ingesnoerde spits.
De kerk bezit beelden van Sint-Hubertus (18e eeuw) en Sint-Rochus (1632). De biechtstoel is in rococostijl, men bezit een kelk in renaissancestijl (1628) en op het kerkhof bevinden zich vier grafkruisen (16e en 17e eeuw).
Naast de kerk staat de voormalige pastorie gebouwd in de 18e eeuw en 19e eeuw, die sinds 1991 beschermd is als monument.